# Misumenops pallens
Misumenops pallens es una especie de araña cangrejo del género Misumenops, familia Thomisidae. Fue descrita científicamente por Keyserling en 1880.

## Distribución
Esta especie habita desde Guatemala hasta Argentina.